# Teofil Bogucki

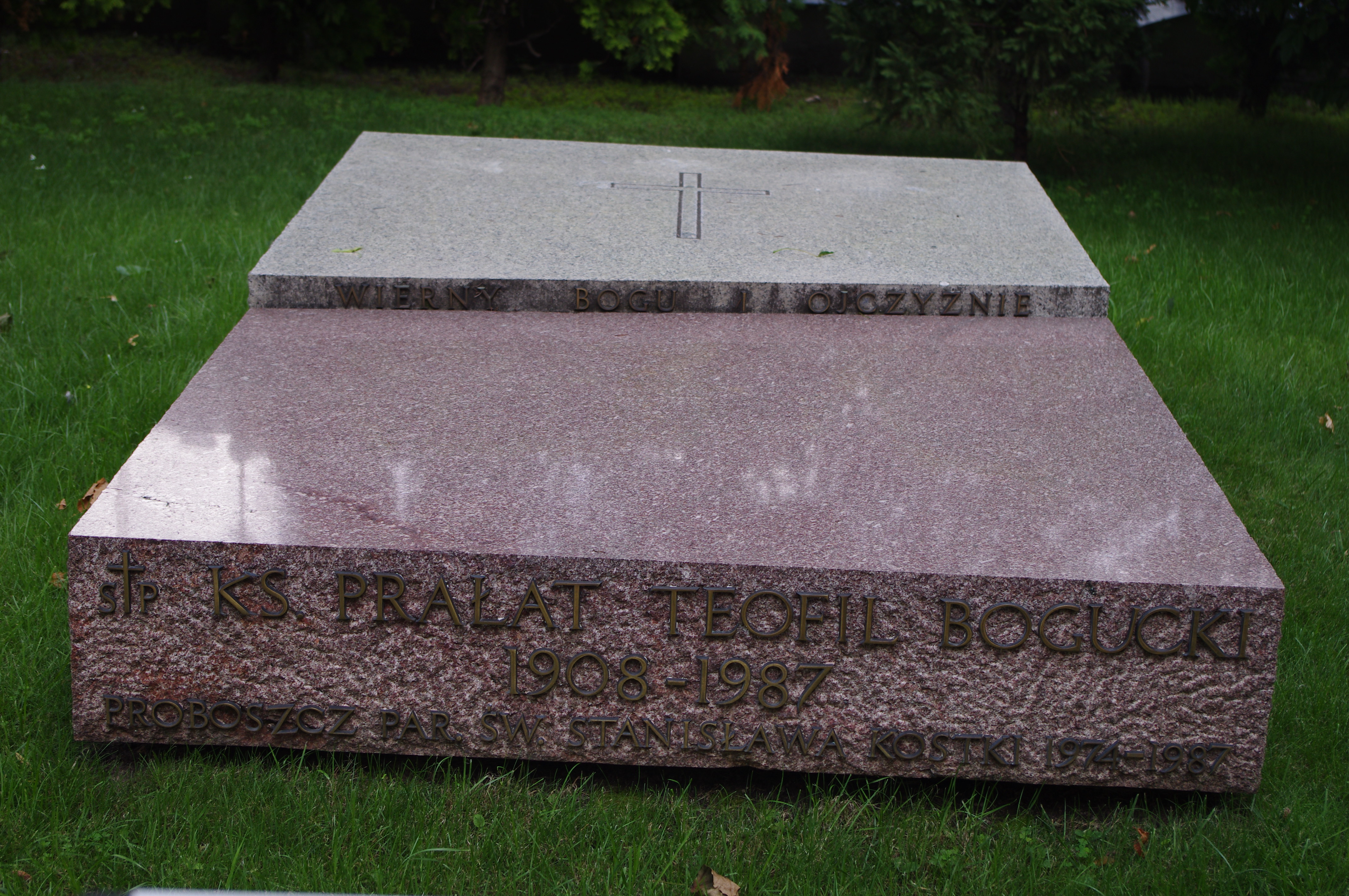
Grób ks. Teofila Boguckiego przy kościele św. Stanisława Kostki w Warszawie

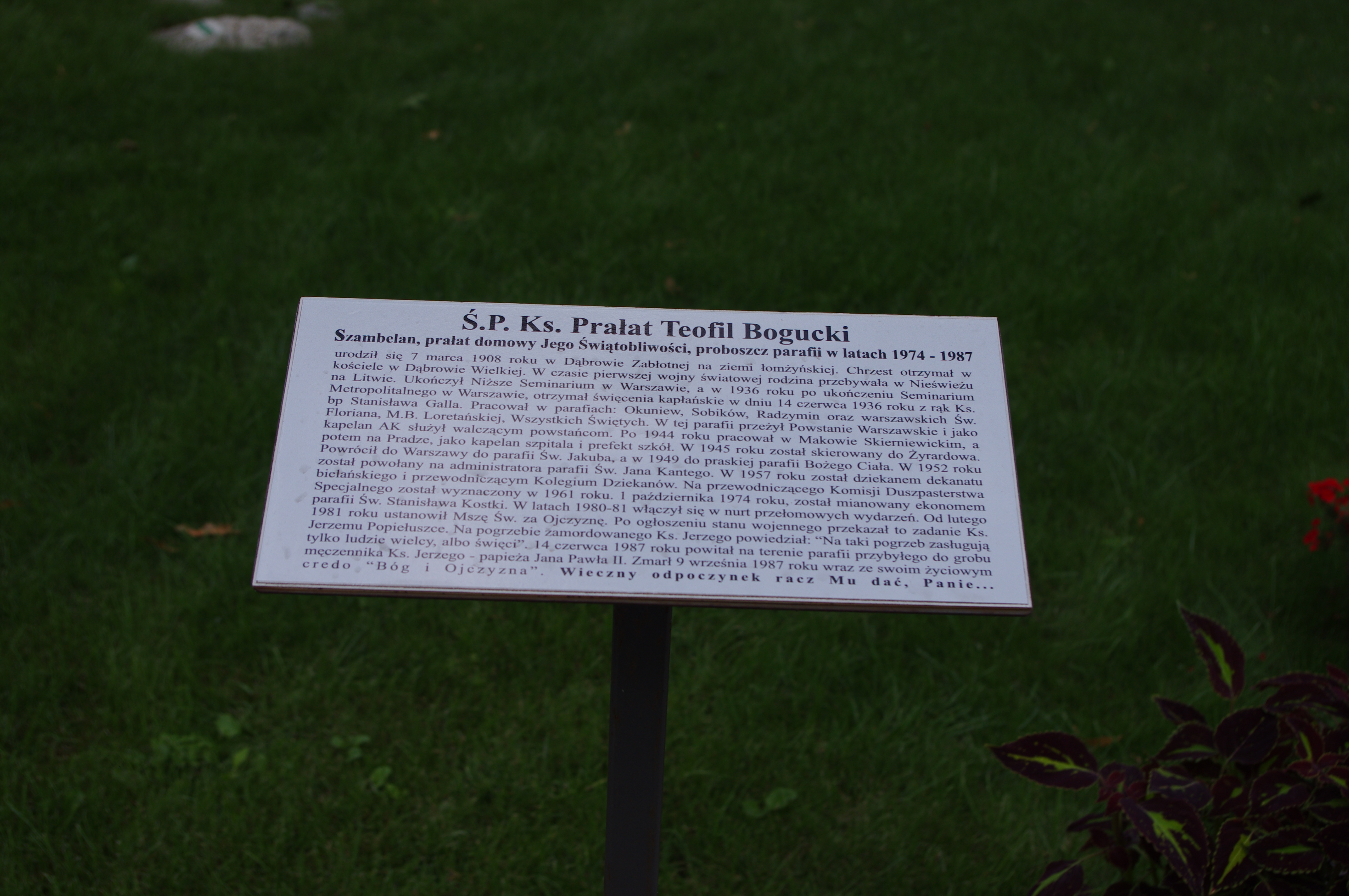
Tabliczka przy grobie ks. Teofila Boguckiego przy kościele św. Stanisława Kostki w Warszawie

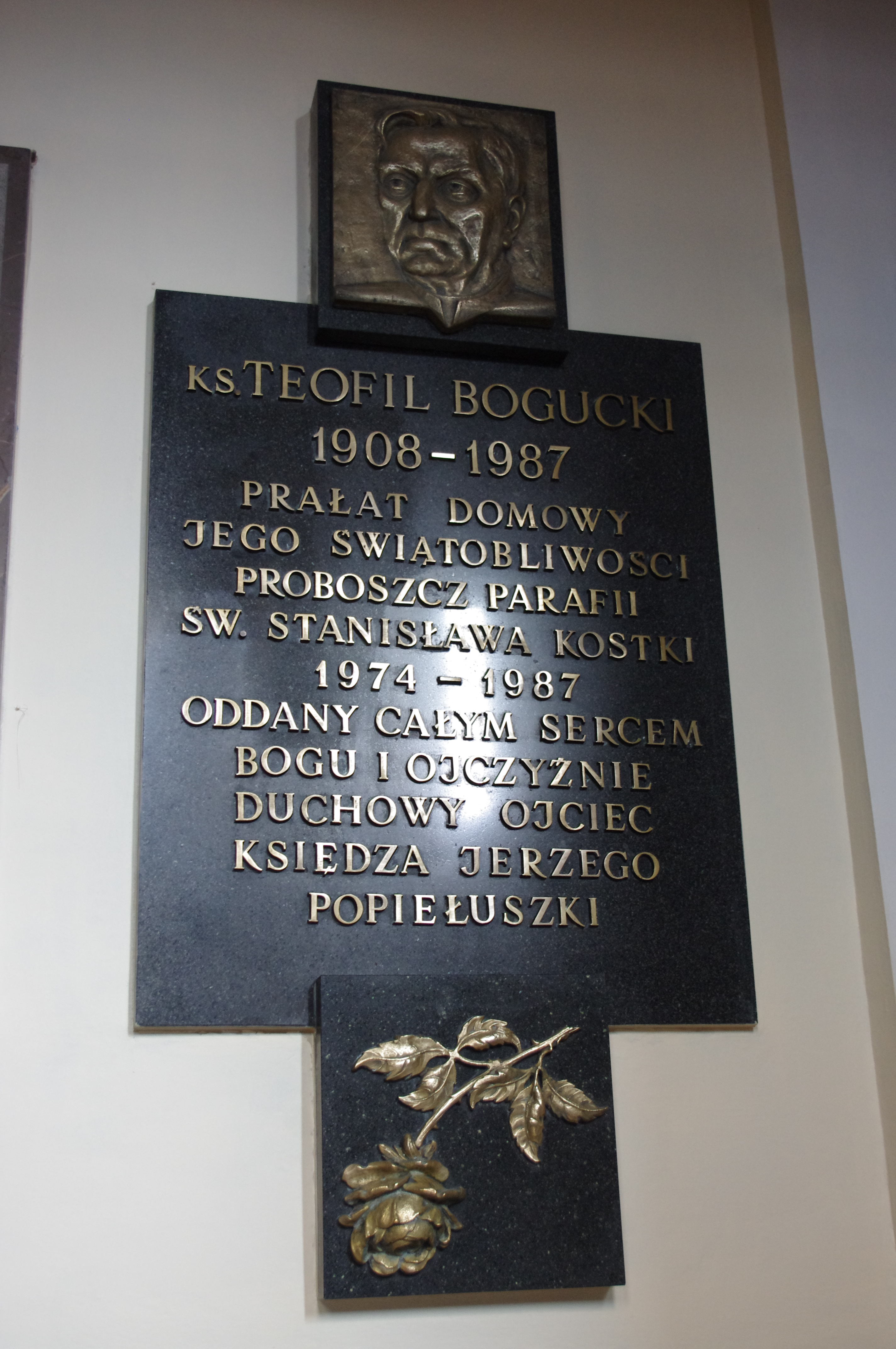
Tablica upamiętniająca Teofila Boguckiego w Kościele św. Stanisława Kostki w Warszawie

Teofil Bogucki (ur. 7 marca 1908 w Dąbrowie-Zabłotne, zm. 9 września 1987 w Warszawie) – polski duchowny rzymskokatolicki, prałat domowy Jego Świątobliwości, dziekan dekanatu bielańskiego, kapelan AK, proboszcz parafii św. Stanisława Kostki w Warszawie.

## Życiorys
Święcenia kapłańskie przyjął 14 czerwca 1936. W czasie II wojny światowej był kapelanem AK w powstaniu warszawskim. Po wojnie w 1952, został mianowany administratorem parafii pw. św. Jana Kantego na Żoliborzu w Warszawie. Od 1 października 1974 był proboszczem w parafii św. Stanisława Kostki w Warszawie. Jako proboszcz zaangażowany był w działalność charytatywną, prace III Synodu Archidiecezji Warszawskiej, gdzie pełnił funkcję przewodniczącego Komitetu Posłannictwa Świeckich oraz w działalność opozycyjną. Był inicjatorem odprawianych w kościele św. Stanisława Kostki Mszy za Ojczyznę, które koncelebrował między innymi ks. Jerzy Popiełuszko. Przyjaciel i ojciec duchowy ks. Popiełuszki. W czasie stanu wojennego zorganizował przy parafii stołówkę, wydającą dziennie kilkadziesiąt obiadów. 13 grudnia 1984 powołał Ruch Obrony Życia im. ks. Jerzego Popiełuszki. Otrzymawszy w darze samochód, sprzedał go, a uzyskane środki przeznaczył na budowę kaplicy w dolnym kościele.
Autor szkicu biograficznego o ks. Jerzym, zamieszczonego w albumie: Ksiądz Jerzy Popiełuszko. Sługa Boży, patriota, męczennik 1947-1984.

## Publikacje
- "Gwiazdy Warszawy w koronie Królowej Polski : czytanki październikowe" (Warszawa : Kuria Metropolitalna Warszawska, Wydział Duszpasterstwa, 1980)
- "Msza święta w intencji ojczyzny : Kościół św. Stanisława Kostki, Warszawa, niedziela 25 lipca 1982 r." (Warszawa : Parafia św. Stanisława Kostki, 1982)
- "Wołanie serca – Ojczyzno ma" (Warszawa, 1997)

## Upamiętnienie
25 maja 1998 został patronem ulicy na warszawskim Żoliborzu, w rejonie Dworca Gdańskiego.

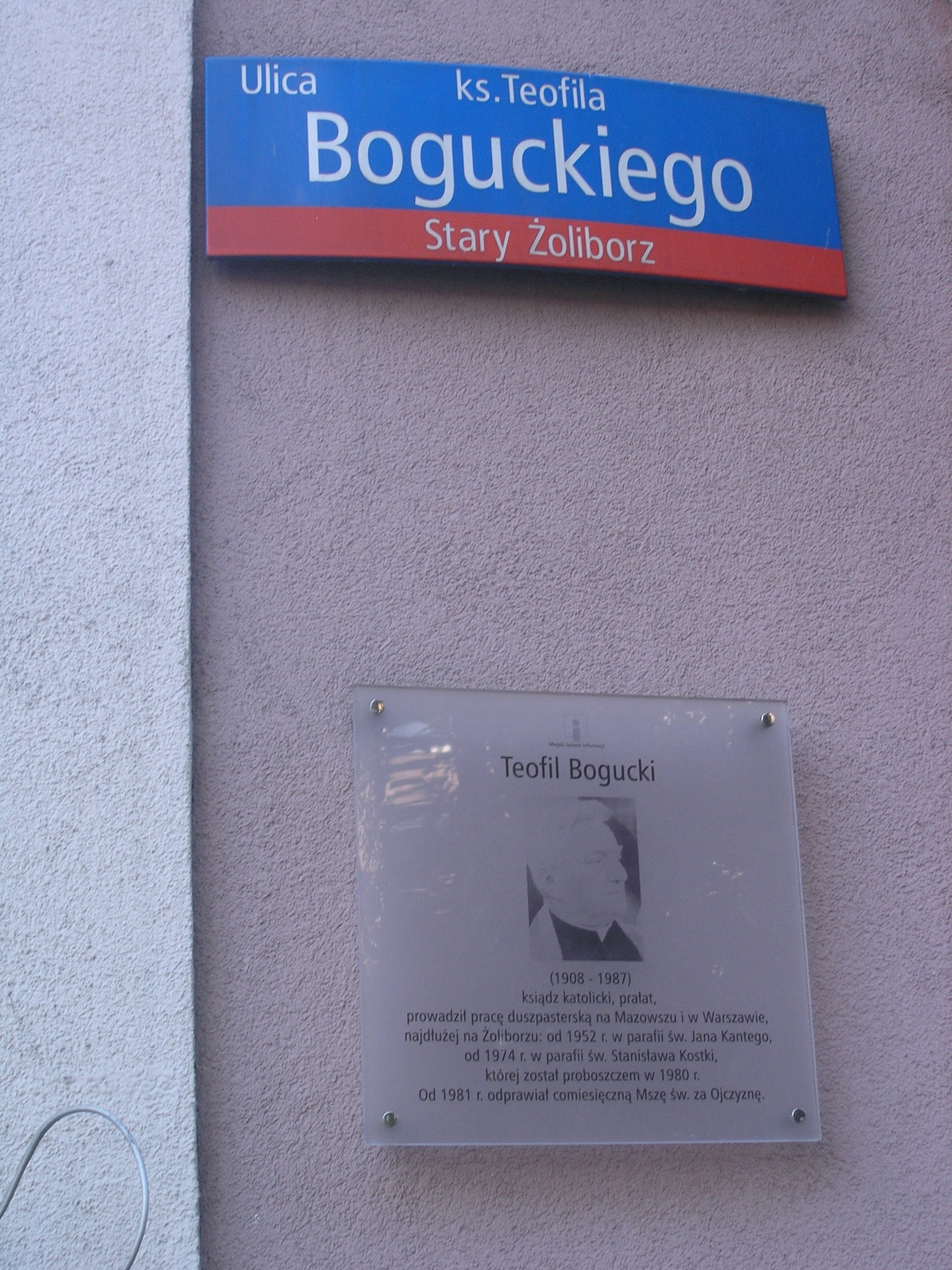
Tablica upamiętniająca ks. Teofila Boguckiego na ulicy jego imienia, na Starym Żoliborzu w Warszawie
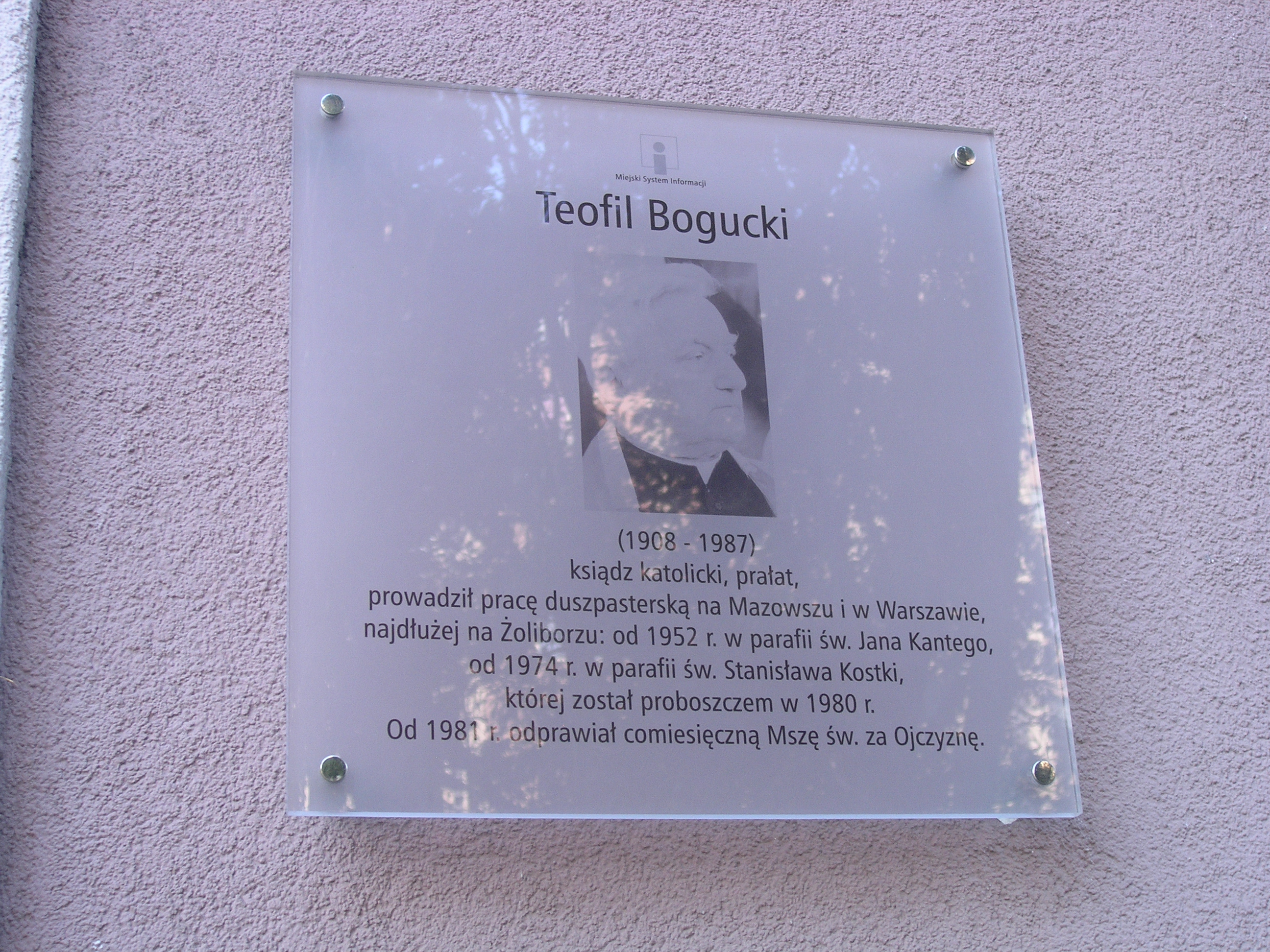
Tablica upamiętniająca ks. Teofila Boguckiego na ulicy jego imienia, na Starym Żoliborzu w Warszawie
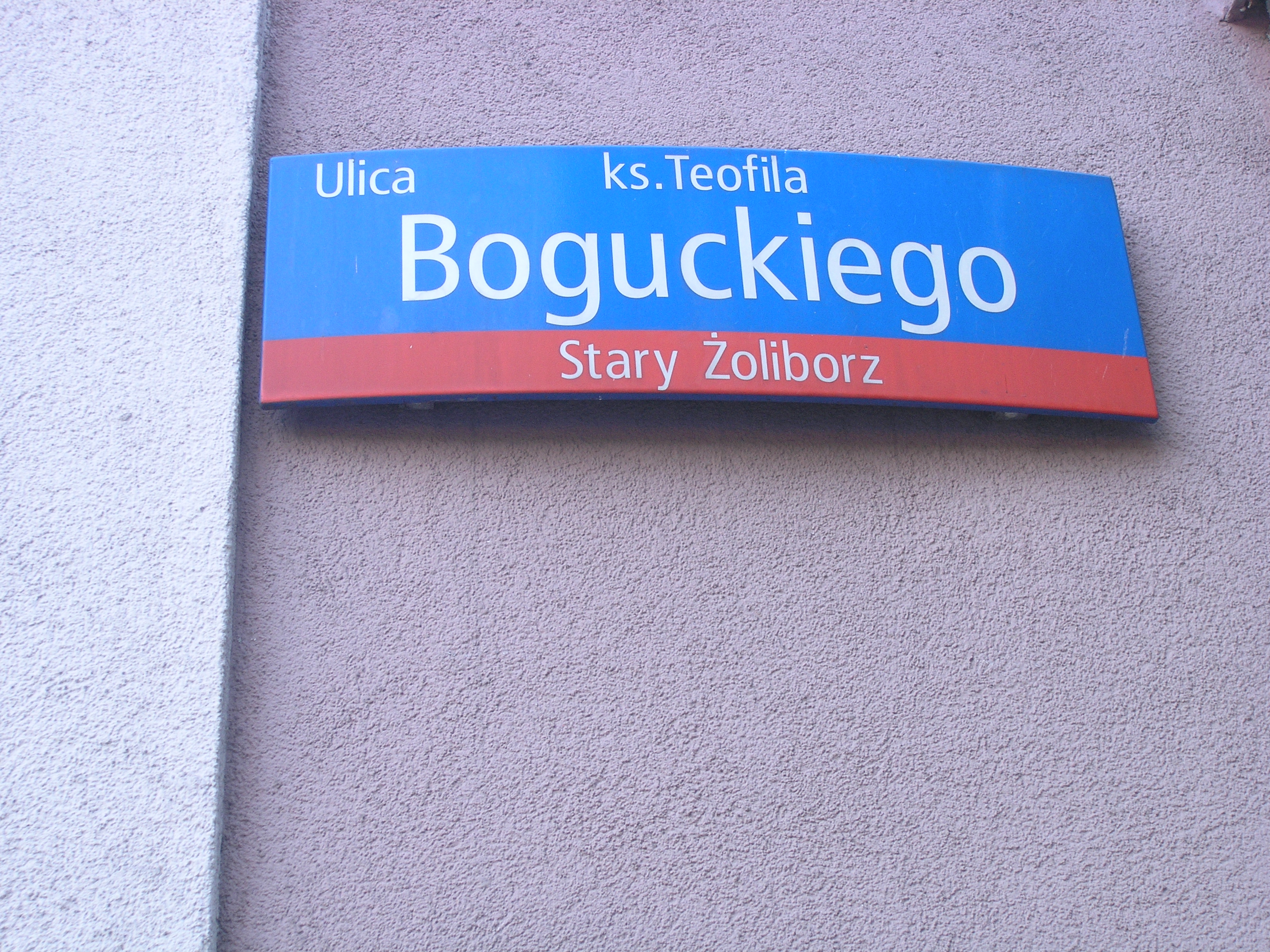
Ulica Teofila Boguckiego w Warszawie